# Vittaria vittarioides
Vittaria vittarioides är en kantbräkenväxtart som först beskrevs av Thou., och fick sitt nu gällande namn av Carl Frederik Albert Christensen. Vittaria vittarioides ingår i släktet Vittaria och familjen Pteridaceae. Inga underarter finns listade.